# Giulio Claro

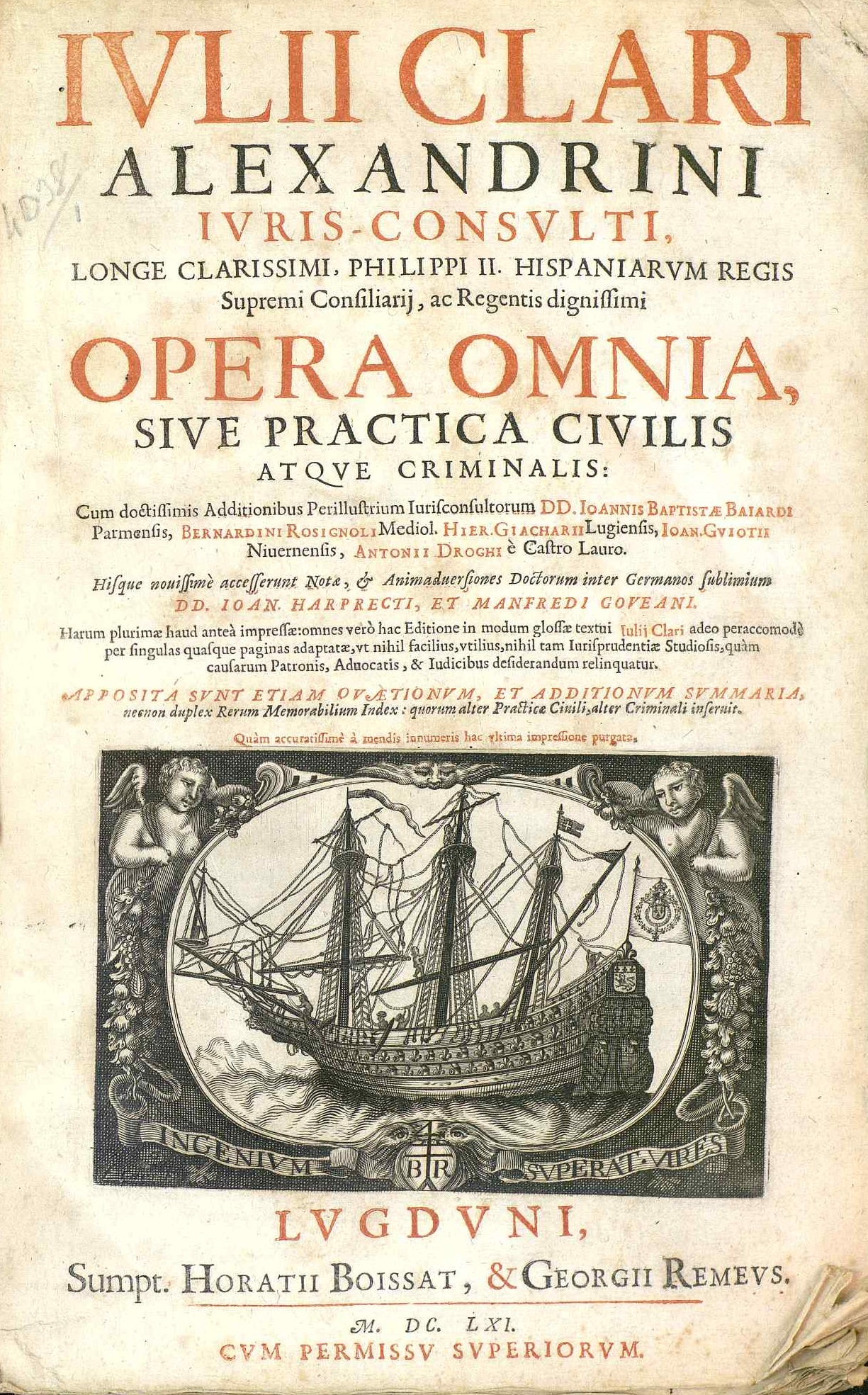
Sententiae receptae, 1661

Giulio Claro, indicato anche come Giulio Clari (Alessandria, 6 gennaio 1525 – Cartagena, 13 aprile 1575), è stato un giurista italiano.

## Biografia
Nacque da una famiglia nobile di Alessandria ed intraprese gli studi in legge a Pavia per poi perfezionarli a Bologna. Fu allievo del giurista umanista Andrea Alciato.
Venne nominato podestà di Cremona, ricoprendo tale incarico dal 1559 al 1561. Fu membro del prestigioso tribunale supremo del Senato di Milano.
Filippo II di Spagna lo nominò reggente del Supremo Consiglio d'Italia di Madrid, l'organo consultivo del re per il governo dei territori italiani.

## Opere

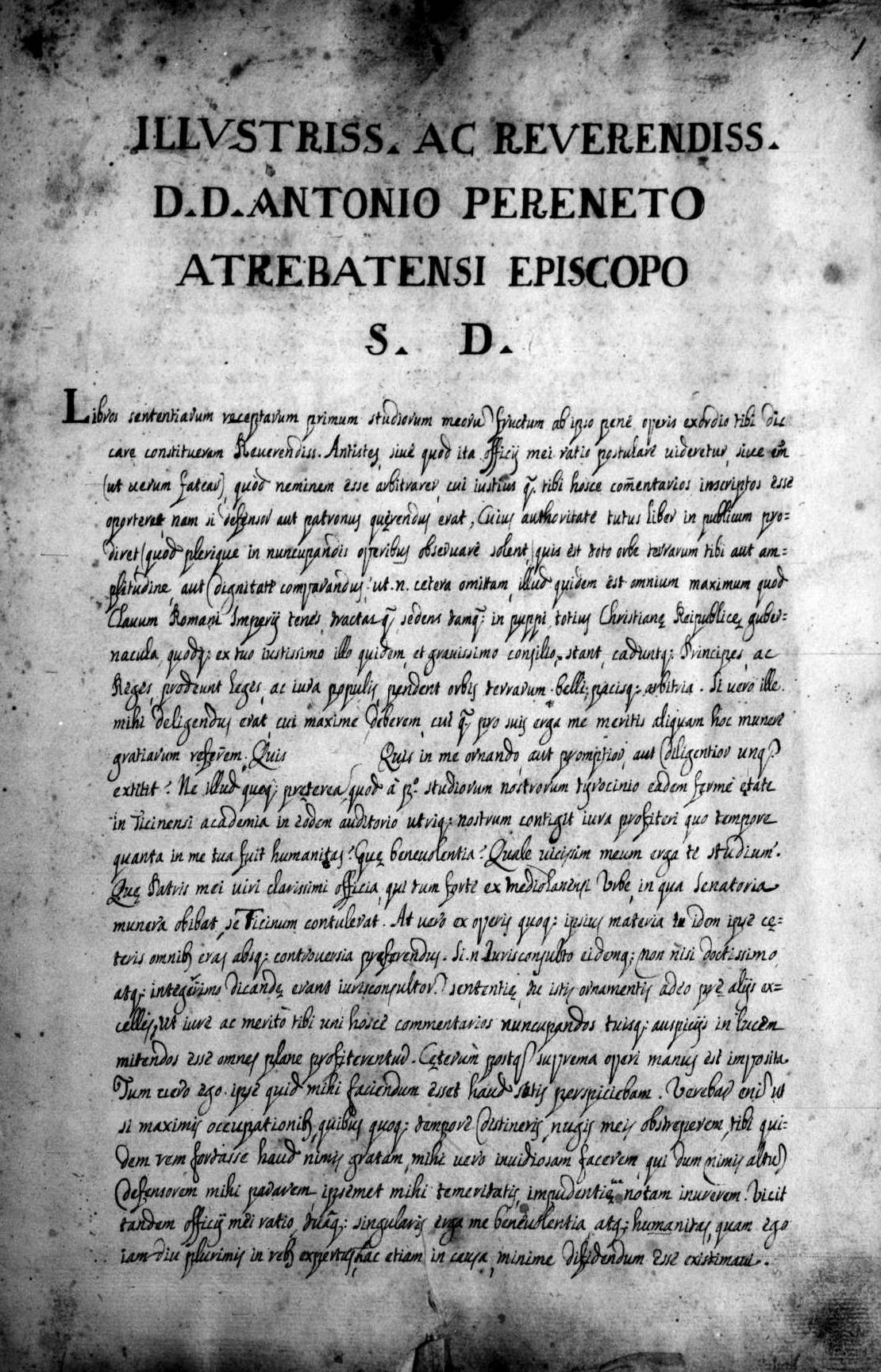
Libri sententiarum, manoscritto, 1555

In ambito dottrinale è conosciuto per aver scritto le Sententiae receptae: l'opera tratta di diritto civile, feudale e criminale. Tale opera fu oggetto di numerose ristampe sino al XVIII secolo. È in particolare la trattazione del diritto criminale (oggi si direbbe penale) che gli procurò l'attenzione dei giuristi del tempo: contenuta nel quinto libro, essa ebbe anche circolazione autonoma col nome di Practica criminalis.
La sua opera si caratterizza per l'impegno nella comparazione tra la giurisprudenza milanese e quella degli altri ordinamenti dell'epoca, caratterizzata da un forte particolarismo giuridico.

### Edizioni
- (LA) Sententiae receptae, Lyon, Horace Boissat & George Remeus, 1661.

### Manoscritti
- Libri sententiarum, 1555, Milano, Biblioteca Ambrosiana, Fondo manoscritti, ms. H 149 suss.
- Tractatus de duello, XVI secolo, El Escorial, Real Biblioteca del Monasterio de San Lorenzo de El Escorial, Manuscritos italianos, G.II.10.
- Excerpta ex Sententiis, XVI secolo, Milano, Biblioteca Ambrosiana, Fondo manoscritti, ms. H 27 suss.